# Cantó de Montgeron
El cantó de Montgeron és un antic cantó francès del departament d'Essonne, que estava situat al districte d'Évry. Comptava amb el municipi de Montgeron.
Va desaparèixer al 2015 i el seu territori es va dividir entre el cantó de Draveil i el cantó de Vigneux-sur-Seine.

## Municipis
- Montgeron

## Història
| Data d'elecció                           | Identitat           | Partit                    | Qualitat |
| ---------------------------------------- | ------------------- | ------------------------- | -------- |
| 1967-1970                                | Marcel Sieffert     | UDR                       |          |
| 1970-19..                                | M. Duc              | PCF                       |          |
| 19..-1976                                | Jean-Claude Fortuit | UDR                       |          |
| 1976-1982                                | Bernard Garrigou    | PS                        |          |
| 1982-1994                                | Alain Josse         | RPR                       |          |
| 1994-                                    | Gérald Hérault      | PS, després divers gauche |          |
| les dades anteriors no són pas conegudes |                     |                           |          |
|                                          |                     |                           |          |

## Demografia
| A partir de 1990: Població sense dobles comptes |